# 千葉家住宅 (奥州市江刺区)
千葉家住宅（ちばけじゅうたく）は、岩手県奥州市江刺稲瀬にある歴史的建築物。主屋が国の登録有形文化財に登録されている。

## 概要
1892年（明治25年）築。昭和年代には酒屋を営業していた。国道456号に北面する屋敷地に東西棟で建つ。桁行9間半、梁間5間半規模。四間取の平入、もと茅葺で現在は鉄板葺。屋根形状は西方上手を寄棟造、東方下手を入母屋造とする。2001年（平成13年）構造補強や断熱気密性能の向上及び設備更新が図られた。2003年3月18日、国の登録有形文化財となる。

## アクセス
- 東北自動車道水沢ICより車約15分
- 東北本線金ケ崎駅より車約15分

## 周辺施設
- えさし藤原の郷
- 旧岩谷堂共立病院 – 岩手県指定有形文化財
- 千田正記念館 - 登録有形文化財